# Paleu
Paleu ou Hegyközpályi en hongrois est une commune roumaine du județ de Bihor, en Transylvanie, dans la région historique de la Crișana et dans la région de développement Nord-Ouest.

## Géographie
La commune de Paleu est située dans le centre du județ, à 6 km au nord d'Oradea, le chef-lieu du județ. Depuis 2005, la commune fait partie de la nouvelle Région métropolitaine d'Oradea.
La municipalité est composée des trois villages suivants, nom hongrois, (population en 2002) :
- Paleu, Hegyközpályi (529), siège de la commune ;
- Săldăbagiu de Munte, Hegyközszáldobágy (602) ;
- Uiteacu de Munte, Hegyközújlak (524).

## Histoire
La première mention écrite du village de Paleu date de 1685 mais le village de Săldăbagiu est mentionné dès 1360 et celui d'Uileacu dès 1210.
La commune, qui appartenait au royaume de Hongrie, en a donc suivi l'histoire.
Après le compromis de 1867 entre Autrichiens et Hongrois de l'empire d'Autriche, la principauté de Transylvanie disparaît et, en 1876, le royaume de Hongrie est partagé en comitats. Paleu intègre le comitat de Bihar (Bihar vármegye).
À la fin de la Première Guerre mondiale, l'Empire austro-hongrois disparaît et la commune rejoint la Grande Roumanie au traité de Trianon.
En 1940, à la suite du deuxième arbitrage de Vienne, elle est annexée par la Hongrie jusqu'en 1944. Elle réintègre la Roumanie après la Seconde Guerre mondiale au traité de Paris en 1947.
La commune est née en 2004 lorsque les trois villages de paleu, Săldăbagiu de Munte et Uileacu de Muntes e sont séparés de la commune de Cetariu pour former une nouvelle commune.

## Politique
| Période                                  | Période  | Identité        | Étiquette | Qualité |
| ---------------------------------------- | -------- | --------------- | --------- | ------- |
| Les données manquantes sont à compléter. |          |                 |           |         |
| 2008                                     | En cours | Ludovic Somogyi | UDMR      |         |

| Parti | Parti                                           | Sièges |
| ----- | ----------------------------------------------- | ------ |
|       | Parti social-démocrate (PSD)                    | 1      |
|       | Parti national libéral (PNL)                    | 1      |
|       | Alliance des libéraux et démocrates (ALDE)      | 2      |
|       | Union démocrate magyare de Roumanie (UDMR)      | 6      |
|       | Parti populaire hongrois de Transylvanie (PPMT) | 1      |

## Religions
La commune n'existant pas encore lors du dernier recensement, les statistiques religieuses sont incluses dans celles de la commune de Cetariu.

## Démographie
En 1910, à l'époque austro-hongroise, les villages formant la nouvelle commune de Paleu comptaient 2 775 Hongrois (99,18 %) et 4 Roumains (0,14 %).
En 1930, on dénombrait 2 721 Hongrois (94,84 %), 91 Roumains (3,17 %), 11 Juifs (0,38 %), 10 Roms (0,35 %) et 32 Ukrainiens (1,12 %).
En 2002, la commune comptait 1 583 Hongrois (95,60 %), 65 Roumains (3,93 %) et 5 Ukrainiens (0,30 %). On comptait à cette date 1 125 ménages et 1 150 logements.
| 1880  | 1890  | 1900  | 1910  | 1920  | 1930  | 1941  | 1956  | 1966  |
| ----- | ----- | ----- | ----- | ----- | ----- | ----- | ----- | ----- |
| 2 115 | 2 458 | 2 816 | 2 798 | 2 698 | 2 869 | 2 674 | 2 684 | 2 536 |

| 1977  | 1992  | 2002  | 2007  | - | - | - | - | - |
| ----- | ----- | ----- | ----- | - | - | - | - | - |
| 2 288 | 1 632 | 1 655 | 1 656 | - | - | - | - | - |

## Économie
L'économie de la commune repose sur l'agriculture.

## Communications

### Routes
Paleu est située sur la route régionale DJ767F qui mène à Oradea au sud et à Cetariu au nord.

### Voies ferrées
La gare la plus proche est celle d'Oradea.

## Lieux et monuments
- Paleu, église réformée ;
- Paleu, église catholique romaine ;
- Paleu, lac de retenue (pêche, canotage).

## Jumelage
- Göd (Hongrie), dans le comitat de Pest.